# مشاع عزیزباران
مشاع عزیزباران یک منطقهٔ مسکونی در ایران است که در دهستان اسماعیلی واقع شده‌است.